# コルディア・アフリカーナ
コルディア・アフリカーナあるいはコルディア・アフリカナ（Cordia africana Lam.）とはムラサキ科カキバチシャノキ属の高木性落葉広葉樹の一種である。主に木材や薬として利用されるが、木材としては他の近縁種2種と共にアフリカンコーディアの名で流通している（参照: #利用）。ケニア由来の名称（参照: #諸言語における呼称）の一つをとってムクマリ（mukumari）とも呼ばれる。

## シノニム
シノニムには以下のようなものがある。
- Cordia abyssinica R. Br. ex A. Rich.[10][4]
- Cordia abyssinica R. Br.[3][10][4]
- Cordia holstii Gürke ex Engl.[10][4]
- Gerascanthus africanus (Lam.) Borhidi[10][4]
- Gerascanthus holstii (Gürke ex Engl.) M. Kuhlm. & Mattos[10][4]

このほかに Cordia ubanghensis A. Chev. や Varronia abyssinica (R. Br.) DC. も本種のシノニムとして挙げられている場合があるが、The Plant List (2013) は前者を未解決状態、後者をムラサキ科の独立した種であるとしている。また Quattrocchi (2012) においては Calyptrocardia abyssinica (R. Br.) Friesen も本種のシノニムとされているが、これは The Plant List (2013) には掲載がなく、代わりに見られる Calyptracordia abyssinica (R. Br.) Friesen は未解決状態であるとされている。

## 分布
本種のシノニムの一つである C. abyssinica の種小名 abyssinica とは〈アビシニアの〉、つまり〈現在のエチオピア地域の〉という意味である。主にアフリカに分布し、西アフリカのセネガルから東は先述のシノニムの種小名にも見られるエチオピア、南は南アフリカにかけて見られる。またアラビア半島にも分布する。
東アフリカにおいては高度1200-2100メートルの草原や森林、河岸地域に広く見られる。

## 特徴
丸い樹冠となる落葉性の高木であり、幹はしばしばねじ曲がる。樹高は15メートルにまでなる。
樹皮は灰色がかった茶色から濃い茶色で細かい溝が見られるが、樹齢を重ねるとともに粗くなる。
葉は互生で単葉、卵形で長さ7.5-17.5センチメートルの幅3.5-10.2センチメートル、大きく長円形で、基部が丸く、下部の葉脈ははっきりとしている。若枝の葉や葉柄（長さ2.5-7.6センチメートル）、葉の下面は柔らかい茶色の毛で覆われる。
花は両性花で直径2.5センチメートル、目立つ漏斗状であり、細く白い花弁をつけ、著しい量の蜜を出して甘く香り、ミツバチを惹きつける。
果実は球形の核果で、なめらかな表皮は熟するにつれて黄橙色になり、直径約1センチメートル、毛の生えた杯状の萼（長さ1センチメートル未満）に納まる形で実り、果肉には粘り気があり、1つの実につき4-6個の種子が見られるが、これら種子には胚乳がない。

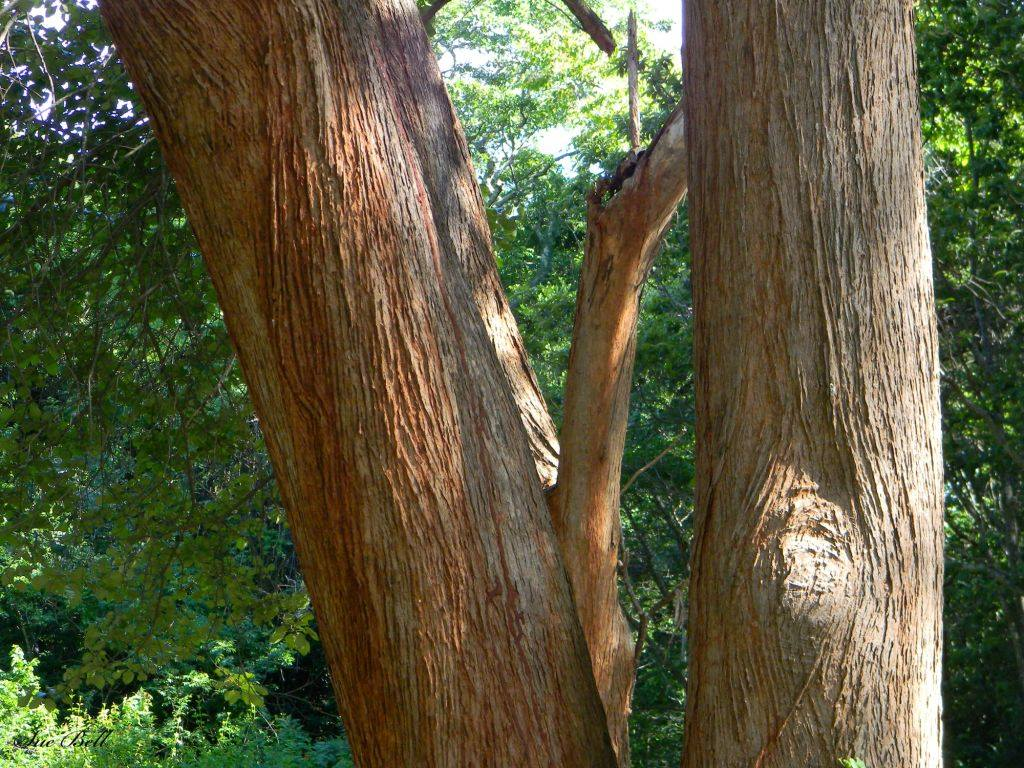
幹
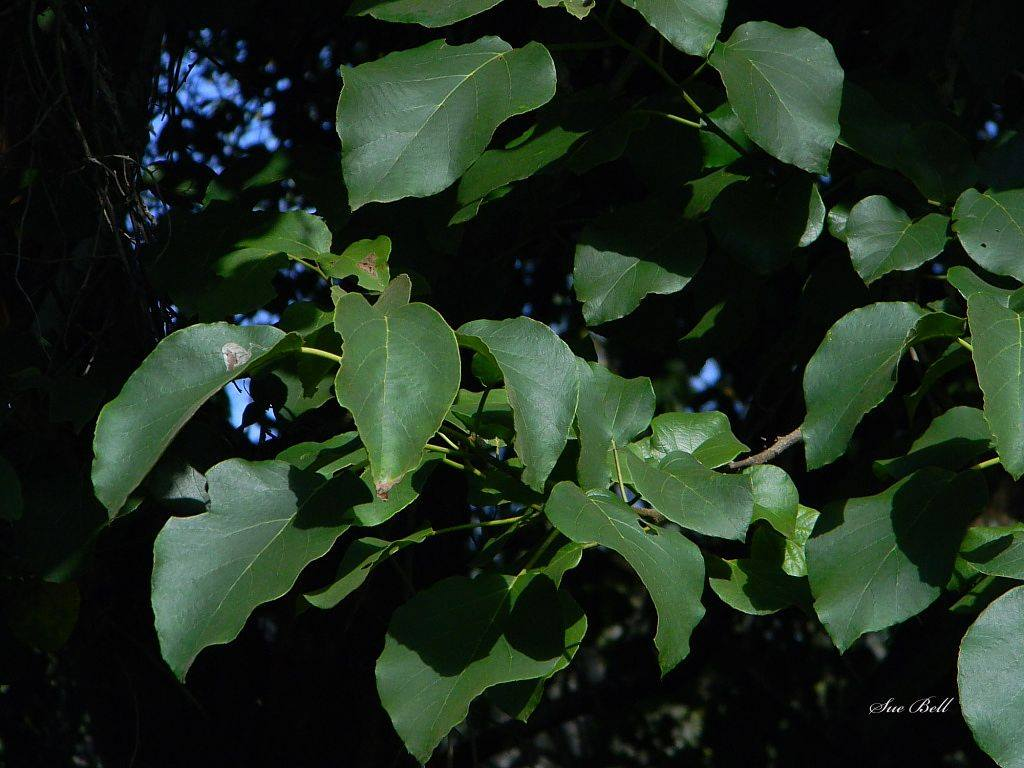
葉
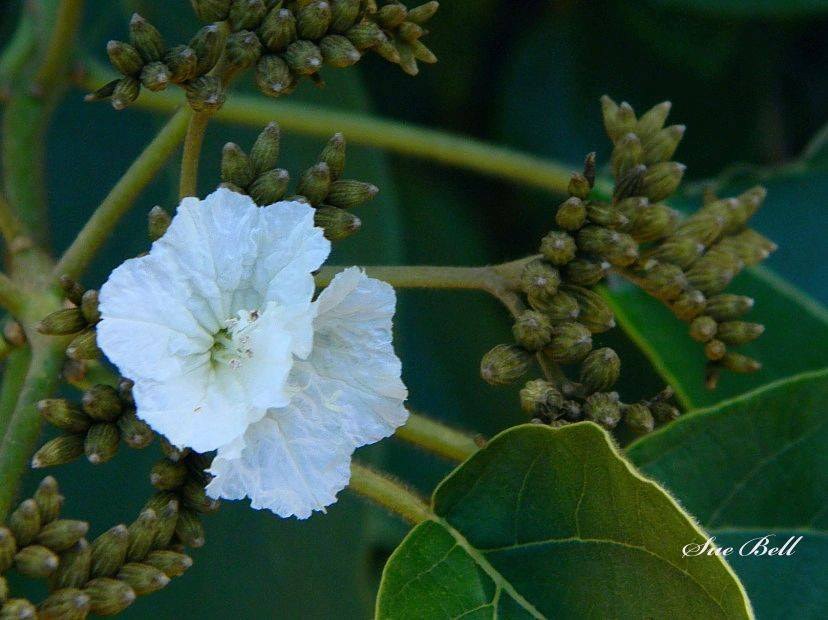
花

## 利用
コルディア・アフリカーナは主に木材や薬としての利用法が知られている。特に、木材としては国際的な取引の対象となっている。
ウガンダ、エチオピア、エリトリア、ケニア、タンザニアにおいて知られている用途には以下のようなものがある。○印はその国においてその用途が見られるという意味である。
|                      |                      | ウガンダ        | エチオピア | エリトリア | ケニア      | タンザニア      |
| -------------------- | -------------------- | --------------- | ---------- | ---------- | ----------- | --------------- |
| 薪                   | 薪                   | ○               | ○          | ○          | ○           | ○               |
| 材木                 | 家具                 | ○               | ○          | ○          | ○           | ○               |
| 材木                 | 屋根板               | ○               | -          | -          | -           | ○               |
| 材木                 | 養蜂箱               | ○               | ○          | ○          | ○           | ○               |
| 材木                 | 箱                   | ○               | ○          | ○          | -           | ○               |
| 材木                 | 臼                   | ○               | ○          | ○          | ○           | ○               |
| 材木                 | 教会のドラム         | -               | -          | ○          | -           | -               |
| 果実を食用に         | 果実を食用に         | -               | ○          | ○          | ○           | -               |
| 薬（樹皮と根を使用） | 薬（樹皮と根を使用） | ○               | ○          | ○          | ○           | ○               |
| 飼料                 | 飼料                 | ○（乾期に葉を） | ○（葉を）  | ○（葉を）  | ○（乾期に） | ○（乾期に葉を） |
| ミツバチの餌         | ミツバチの餌         | ○               | ○          | ○          | ○           | ○               |
| 木陰作り             | 木陰作り             | ○（コーヒー用） | ○          | ○          | ○           | ○（コーヒー用） |
| マルチング           | マルチング           | ○               | ○          | ○          | ○           | ○               |
| 土壌の保全           | 土壌の保全           | ○               | ○          | ○          | ○           | ○               |
| 観賞植物             | 観賞植物             | -               | ○          | ○          | ○           | -               |
| 繊維                 | 繊維                 | -               | -          | -          | ○           | -               |
| 接着剤               | 接着剤               | -               | -          | -          | ○           | -               |
| 境界の目印           | 境界の目印           | ○               | -          | -          | ○           | ○               |

### 木材
ケニアのキクユ人はこの木を「モリンガ」（キクユ語: mũringa）と呼び、伝統的に養蜂用の筒や腰掛けをはじめとして、臼や鉢を作るのに用いてきた。樹皮は盾を作るのにも用いられた。
国際的には、コルディア・アフリカーナから得られる木材は同じムラサキ科カキバチシャノキ属の C. millenii (sv)  や C. platythyrsa (en)  と一まとめに「アフリカンコーディア」として取り扱われる（3種まとめての特性などについてはカキバチシャノキ属#アフリカンコーディアを参照）。コルディア・アフリカーナの心材は堅く黄土色であったり赤茶色であったりし、つやが出るため家具用の材木として評価されているが、ねじ曲がることがあるので鋸断する際には困難を伴う。材木はまた耐久性に優れ、シロアリにも強く、高級家具、ドア、窓、キャビネット作りや指物細工、内装工事に用いられる。

### 薬用
アフリカにおいて、コルディア・アフリカーナは薬用目的でも用いられてきた。
キクユ人の場合、特に根の皮をシソ科プレクトランサス属のコレウス・フォルスコリ（Plectranthus barbatus; キクユ語: mũigoya）やキョウチクトウ科クロバナカズラ属のペリプロカ・リネアリフォリア（Periploca linearifolia; キクユ語: mũimba-igũrũ）の根と共に煮沸した煮汁でモロコシ粉の薄い粥を作り、これにパピルスの茎を燃やして得られる塩の代替物を加えたものを、気管支炎ではない胸部の風邪（キクユ語: rũhayo）の患者に対して適量与えていた。そのほか根の皮を咳が出る際や喉が痛む際、喉に潰瘍ができている時などに噛むという使い方も存在していた。近年のニエリ県においても、樹皮が煎じ薬として腸チフスや高血圧、胸部の感染症に対して使用されたり、抗腫瘍薬や強心剤として用いられたりすることが報告されている。
東アフリカではほかにも樹皮の搾り汁を骨折した箇所に塗るという利用法もある。Quattrocchi (2012) では地域や民族は明示されていないものの、住血吸虫病の際に根の煎じ汁が飲まれる、乾燥させて粉末にした葉が生傷の上にのせられる、樹皮や果実から刺激を与える強壮剤が得られるといった記述が見られる。

## 諸言語における呼称
ウガンダ:
- ガンダ語: mukebu[5][7][注 4]

エチオピア:
- アムハラ語: ዋንዛ[23]（ラテン文字転写: wanza[6]、カナ表記例: ワンザ[24]）
- オロモ語:  waddessa[25]
- マジャン語（Majang）: dampe[6][26];（花）walak[26];（葉）nedi[26];（若い辺材）pompole[26]

ケニア:
- オロモ語（Boran）: waddessa[27]
- カレンジン語:
  - サバオト語（Sabaot）: mugunguret[27]
  - トゥゲン語（Tugen）: samut[27]
  - ナンディ語: samutet[27] /sa̙˦mu̙t˦-e̙ːt˦˨/（サムテート）[28]
- カンバ語: muvutu[27]
- キクユ語: mũringa[16][17]（カナ表記例: モリンガ[13]）
- グシイ語: omokobokobo[11]
- サンブル語: lboringo[27]
- タイタ語: muringaringa[27], mringaringa[11]
- メル語（ケニア）[注 5]: muringa[11]（カナ表記例: ムリンガ[8]）
- ルヒヤ語: mukomari[11], mukamari[11][注 6]
  - ブクス語: kumukomari[11][注 6]

タンザニア:
- チャガ語: mringaringa[5][2][注 7]
- メル語（タンザニア）[注 5]: mringaringa[2][注 7]

南アフリカ共和国など:
- アフリカーンス語: grootblaarpieringbessie[3]